# Roger East
Roger East (* 7. Februar 1922 in Girraween, Sydney, Australien; † 8. Dezember 1975 in Dili, Osttimor) war ein australischer Journalist.

## Leben
East wuchs im zu Dubbo City gehörenden Eumungerie auf. Im Zweiten Weltkrieg diente er in der Marine, danach begann er als Journalist bei den lokalen Zeitungen The Liberal und The Northern Star in New South Wales zu arbeiten.
1958 kam er zu ABC Radio in Melbourne, wechselte aber bald nach Brisbane. 1961 begann er für die liberale Rand Daily Mail in Südafrika zu arbeiten, die sich schon früh gegen das Apartheidregime des Landes richtete. Ab 1963 war East Redakteur der zur ABC gehörenden Fernsehnachrichtenagentur Visnews in London. 1965 kehrte East zur ABC nach Sydney zurück, wo er für Radio und Fernsehen tätig war. Später zog er nach Spanien, wo er englischsprachige Zeitungen lektorierte und nach New York, wo er für die Vereinten Nationen arbeitete. Zurück in Australien wurde East als Pressesprecher der National Country Party aktiv, bevor er fast denselben Job bei der Labor Party übernahm.
1975 sollte die benachbarte Kolonie Portugiesisch-Timor auf die Unabhängigkeit vorbereitet werden, doch durch indonesische Einflussnahme kam es dort zum Bürgerkrieg zwischen den beiden größten Parteien, den die linksgerichtete FRETILIN nach nur wenigen Wochen für sich entscheiden konnte. Die portugiesische Kolonialverwaltung hatte sich aufgrund der Kämpfe auf die Timor vorgelagerte Insel Atauro zurückgezogen. Vor dem Hintergrund des durch Indonesien selbst geförderten Konflikts begann Indonesien, grenznahe Gebiete Portugiesisch-Timors zu besetzen. Am 16. Oktober 1975 ermordeten indonesische Soldaten fünf westliche Reporter im Grenzort Balibo, vermutlich um die Infiltration zu vertuschen.
Roger East wurde von José Ramos-Horta – dem damaligen Außenbeauftragten der FRETILIN – eingeladen, über die Situation in der Kolonie zu berichten. East eröffnete eine Ein-Mann-Nachrichtenagentur in Timor für ABC Radio Darwin und AAP Sydney. Er war der erste Reporter, der die Erzählungen von Augenzeugen über den Tod der „Balibo Five“ in die Nachrichten brachte. Daneben berichtete East von den Versuchen der FRETILIN, internationale Unterstützung zu erhalten. Am 28. November rief die FRETILIN angesichts der indonesischen Bedrohung einseitig die Unabhängigkeit der Demokratischen Republik Osttimor aus. East war zu diesem Zeitpunkt der letzte ausländische Reporter im Land. Die beiden anderen bisherigen Korrespondenten Michael Richardson von der Zeitung The Age und Jill Jolliffe von Reuters waren mit dem Roten Kreuz evakuiert worden. Am 7. Dezember begann Indonesien mit der offenen Invasion Osttimors. East berichtete von der Landung indonesischer Truppen in der Landeshauptstadt Dili. Seine letzte Reportage für ABC Radio wurde am Nachmittag empfangen.
East hatte geplant, zusammen mit FRETILIN-Soldaten in die Berge zu fliehen, wurde aber von indonesischen Fallschirmtruppen gefangen genommen. Am darauffolgenden Tag wurde er auf der Werft von Dili von indonesischen Soldaten mit einem Schuss in den Kopf hingerichtet. Seine Leiche ließ man ins Wasser fallen. Sie wurde nie wiedergefunden.

## Gedenken
Im australischen Film „Balibo“ von 2009 spielt auch das Schicksal von Roger East eine Rolle. Die Figur des Bill Mabbely im Roman The Redundancy of Courage von Timothy Mo ist East nachempfunden.
Am 30. August 2014 wurde Roger East vom osttimoresischen Präsidenten Taur Matan Ruak posthum mit dem Ordem de Timor-Leste geehrt. Sein Neffe Hall nahm den Orden entgegen.
Der Presserat Osttimors verlieh East posthum am 23. November 2017 den Titel „Jornalista de Mérito“ (deutsch Verdienter Journalist).